# Grand Prix de Plumelec-Morbihan 2012
Il Grand Prix de Plumelec-Morbihan 2012, trentaseiesima edizione della corsa e valida come evento dell'UCI Europe Tour 2012 categoria 1.1, si svolse il 26 maggio 2012 su un percorso totale di 181 km. Fu vinto dal francese Julien Simon, che giunse al traguardo con il tempo di 4h28'48" alla media di 40,4 km/h.
Partenza con 125 ciclisti, 103 dei quali portarono a termine il percorso.

## Squadre partecipanti
| N.    | Cod. | Squadra                     |
| ----- | ---- | --------------------------- |
| 1-8   | ALM  | AG2R La Mondiale            |
| 11-18 | FDJ  | FDJ-BigMat                  |
| 21-28 | COF  | Cofidis, le Crédit en Ligne |
| 31-38 | EUC  | Team Europcar               |
| 41-48 | SAU  | Saur-Sojasun                |
| 51-58 | BSC  | Bretagne-Schuller           |
| 61-68 | RLM  | Roubaix-Lille Métropole     |
| 71-78 | AUB  | Auber 93                    |

| N.      | Cod. | Squadra                        |
| ------- | ---- | ------------------------------ |
| 81-88   | VCD  | Vacansoleil-DCM                |
| 91-98   | LAN  | Landbouwkrediet-Euphny         |
| 101-108 | TT1  | Team Type 1-Sanofi             |
| 111-118 | CCD  | Differdange-Magic-sportfood.de |
| 121-128 | LPM  | La Pomme Marseille             |
| 131-138 | VRU  | Véranda Rideau-Super U         |
| 141-148 | CJR  | Caja Rural                     |
| 151-158 | FRA  | Selezione francese             |

## Ordine d'arrivo (Top 10)
| Pos. | Corridore          | Squadra      | Tempo    |
| ---- | ------------------ | ------------ | -------- |
| 1    | Julien Simon       | Saur-Sojasun | 4h28'48" |
| 2    | Samuel Dumoulin    | Cofidis      | s.t.     |
| 3    | Javier Mejías      | Type 1       | s.t.     |
| 4    | Pierrick Fédrigo   | FDJ-BigMat   | s.t.     |
| 5    | Matthieu Ladagnous | FDJ-BigMat   | s.t.     |
| 6    | David de la Fuente | Caja Rural   | s.t.     |
| 7    | Clément Koretzky   | La Pomme     | s.t.     |
| 8    | Arnaud Gérard      | FDJ-BigMat   | s.t.     |
| 9    | Romain Feillu      | Vacansoleil  | s.t.     |
| 10   | Rob Ruijgh         | Vacansoleil  | a 4"     |